# イエカ
イエカ（家蚊）は、ハエ目カ科イエカ属（学名: Culex）に属する昆虫の総称。吸血性のカ。

## 形態・生態
夜間に家屋に飛来し侵入して吸血する。

## 下位分類
- イエカ亜属 Culex
  - アカイエカ Culex pipiens pallens - 日本で最も普通に見られる種[2]。
  - チカイエカ Culex pipiens molestu - 吸血せずとも産卵でき、冬でも活動する[3]。アカイエカと形態的には区別できない[3]。
  - ネッタイイエカ Culex pipiens quinquefasciatus
  - コガタイエカ Culex tritaeniorhynchus